# Lisco Gloria
Die Lisco Gloria war eine RoPax-Fähre der litauischen Reederei DFDS Lisco.

## Geschichte
Das Schiff wurde 2001 von der Stettiner Werft Stocznia Szczecinska im. A. Warskiego als Golfo Dei Coralli für die italienische Reederei Lloyd Sardegna Compagnia Di Navigazione aus Olbia gebaut. Sie wurde aber nicht abgeliefert, sondern am 19. Juli 2002 von der Reederei DFDS erworben, unter dänische Flagge gebracht, in Dana Gloria umgetauft und ab 8. Oktober 2002 auf der Route Harwich – Esbjerg in Fahrt gesetzt, auf der sie die Dana Anglia ersetzte. Im Juni 2003 wurde sie ihrerseits durch ihr Schwesterschiff Dana Sirena ersetzt, danach unter zypriotische Flagge gebracht und mit Einrichtungen für 600 statt 308 Passagiere versehen. Nach dem Abschluss des Umbaus wurde sie an die Rasa Multipurpose Shipping in Klaipėda übertragen, in Lisco Gloria umbenannt und für DFDS Lisco auf der Strecke Klaipėda – Kiel in Fahrt gesetzt. Ab dem 1. Juni 2003 führte das Schiff die litauische Flagge.
Schwesterschiff ist die Baie de Seine.

### Brand im Oktober 2010
In der Nacht vom 8. auf den 9. Oktober 2010 geriet das Schiff mit 235 Personen (davon 203 Passagiere und 32 Besatzungsmitglieder) an Bord auf der Reise von Kiel nach Klaipėda rund 6 Seemeilen nördlich von Fehmarn in Brand. Der Notruf lief kurz nach Mitternacht beim Maritime Rescue Coordination Center der DGzRS in Bremen auf, kurz darauf übernahm das Havariekommando in Cuxhaven die Koordination der Rettungsmaßnahmen. Nachdem der Havarist nach Ausbruch des Feuers in nordwestliche Richtung abgetrieben war, konnte er südlich von Langeland auf der Position Lat: 54°42'N; Lon: 010°39'E durch ein per Hubschrauber an Bord gebrachtes Boarding-Team geankert werden (letzte AIS-Position: 54°41.806'N; 010°38.804'E).
Koordinaten: 54° 34′ 20,7″ N, 10° 47′ 23,5″ O
| Ort der Havarie |

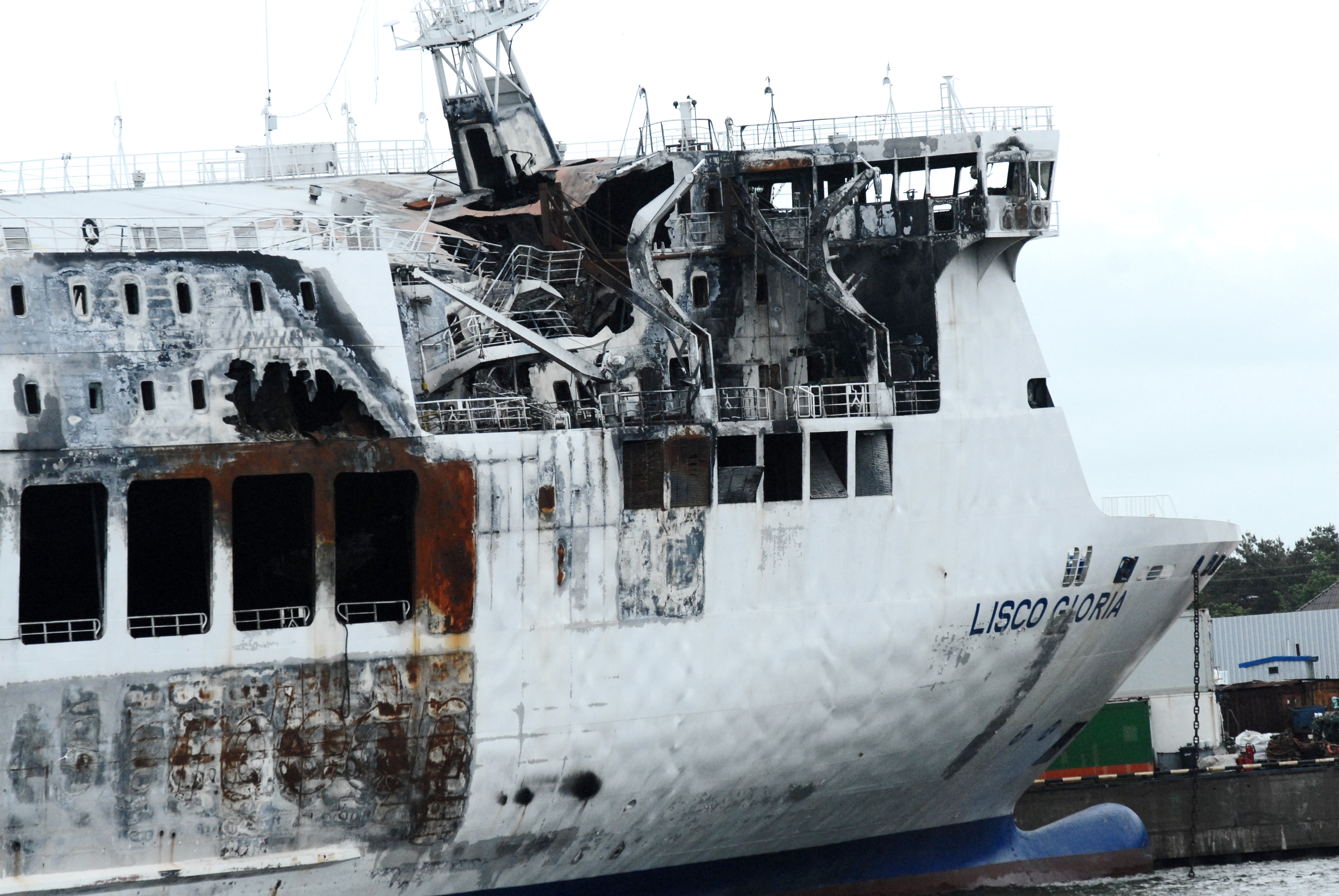
Die Lisco Gloria nach dem Brand

Die meisten Passagiere und Besatzungsmitglieder gingen zunächst in die Rettungsboote oder auf Rettungsinseln, einige sprangen ins Wasser. Alle wurden vom Bundespolizei-Patrouillenboot Neustrelitz (Sassnitz-Klasse) aufgenommen und dann auf die Fähre Deutschland übergesetzt. Drei von ihnen wurden mit Hubschraubern an Land geflogen. Bei dem Brand wurden 28 Personen verletzt, 23 davon wurden stationär behandelt.
Vor Ort wurde der Einsatz von der Neustrelitz aus koordiniert. Im Einsatz waren unter anderem die zur Küstenwache gehörende Scharhörn, die die Brandbekämpfung koordinierte, die ebenfalls zur Küstenwache gehörende Arkona, die im Auftrag des Bundes eingesetzten Notschlepper Baltic, Bülk und Fairplay-26, die Seenotkreuzer Bremen, Berlin, Arkona (alle 27,5-Meter-Klasse), Vormann Jantzen (23,3-Meter-Klasse) und John T. Essberger der Deutschen Gesellschaft zur Rettung Schiffbrüchiger, das Feuerlöschschiff Kiel sowie das dänische Ölschadenbekämpfungsschiff Marie Miljø der Seatruck-Klasse. Die deutschen Seenotkreuzer wurden später durch den Schlepper Asterix ersetzt, der mit Fairplay-26 die weitere Kühlung des Havaristen übernahm.
Die Reederei hatte einen Bergungsvertrag mit dem niederländischen Bergungsunternehmen Smit Salvage geschlossen.
Am 9. Oktober um 24:00 Uhr übernahm das dänische Søværnets Operative Kommando (SOK) die Gesamteinsatzleitung. Da der Brand in deutschen Gewässern entstand, ermittelte die Wasserschutzpolizei Kiel gemeinsam mit der Bundesstelle für Seeunfalluntersuchung. Grund für das Feuer an Bord war nach ersten Erkenntnissen ein technischer Defekt an einem der transportierten Lastwagen.
Die Lisco Gloria wurde am 21. und 22. Oktober 2010 in die Werft von Fayard A/S in den Hafen von Munkebo nahe Odense geschleppt. Neben den Schleppern Asterix und Fairplay-26 kamen dazu im Odense-Fjord zwei weitere Schlepper zum Einsatz. Begleitet wurde der Schleppverband von den dänischen Ölbekämpfungsschiffen Marie Miljø und Gunnar Seidenfaden sowie der deutschen Einheit Vilm.
Nach dem Entladen der verbrannten Ladung und deren fachgerechter Entsorgung durch dänische Firmen wurde die Lisco Gloria am 23. November 2010 nach erfolgter Freigabe durch die Brandermittlungsbehörden zur weiteren Begutachtung und Schadensanalyse ins Trockendock der Fayard-Werft geschleppt; jedoch wurde im Januar deutlich, dass sich eine Reparatur nicht lohnen würde. Die Fähre wurde zum Totalverlust erklärt und von der Versicherung als Wrack an ein litauisches Schiffbauunternehmen verkauft. Das ausgebrannte Schiff wurde vom Lübecker Schlepper Claus nach Klaipėda in Litauen geschleppt. Dort wurde das Schiff durch die Reparaturwerft Western Shiprepair verschrottet. Weiterhin verwendbare Teile des Schiffes wie die beiden Schiffshauptmotoren sollten wiederverwendet werden. Pläne, den weitgehend unzerstörten Rumpf als Grundlage für eine Weiterverwendung zu nutzen, wurden nicht verwirklicht.
Anfang Februar 2012 legte die Bundesstelle für Seeunfalluntersuchung ihren Unfallbericht vor. Danach wurde das Feuer durch einen technischen Defekt verursacht. Die genaue Ursache ließ sich nicht mehr klären.

## Nachfolge
Am 14. Oktober 2010 wurde bekannt, dass DFDS Lisco vom Eigentümer Stena Line die bisher an die Ave Line vercharterte Baltic Amber als vorläufiges Ersatzschiff für die Lisco Gloria chartern werde. Ab dem 21. Februar 2011 übernahm die Lisco Optima die Route von Kiel nach Klaipėda, die ihrerseits ab dem 26. September 2011 von der zur bereits auf der Route eingesetzten Lisco Maxima baugleichen Fähre Regina Seaways unterstützt wurde.